# Beyers Naudé
Christiaan Frederik Beyers Naudé, född 10 maj 1915 i Roodepoort, Transvaal, död 7 september 2004, var en sydafrikansk teolog och anti-apartheidaktivist.

## Biografi
Beyers Naudé var ett av åtta barn till Jozua François Naudé och Adriana Johanna van Huysteen. Fadern var präst i Nederduitse Gereformeerde Kerk och var en av grundarna av det hemliga afrikandernationalistiska sällskapet Broederbond. År 1921 flyttade familjen Naudé till staden Graaff-Reinet i Karoo i Kapprovinsen, där Beyers Naudé växte upp.
Han började studera teologi 1931 vid University of Stellenbosch med teologexamen och en magisterexamen i språk 1939. Han gick med i Broederbond vid 25 års ålder som dess yngsta medlem. Han prästvigdes 1939, varefter han var församlingspräst under 20 år.
Sharpevillemassakern 1960 blev en avgörande händelse för Beyers Naudés syn på hur Sydafrikas vita befolkning behandlade de andra etniska grupperna i landet. 
År 1963 grundlade Beyers Naudé organisationen Christian Institute of Southern Africa, en ekumenisk organisation med sikte på att främja försoning genom dialog, forskning och utgivning av publikationer. En kort tid därefter frånträdde han sin kyrkliga befattning vid sin församling i Northcliff i Johannesburgregionen.
Han lämnade också 1963 Broederbond. Samma år nominerades han till Nobels fredspris.

## Bannlysning
Den sydafrikanska regeringen bannlyste Beyers Naudé mellan 1977 och 1984, med en slags husarrestering med stränga begränsningar i hans rörelsefrihet och umgänge med andra personer. Till exempel fick han inte vistas i samma rum som mer än en annan person åt gången. Samma öde delades av andra ledare i Christian Institute, inkluderande Brian Brown, Cedric Mayson och Peter Randall. Trots ständig övervakning av polisen lyckades Naudé att i hemlighet hjälpa motståndare mot apartheid att röra sig inom, och ut ur och in i, Sydafrika genom att förse dem med gamla cyklar, som han själv hade reparerat. Hans kontakt med African National Congress var Sydney Mufamadi, som senare blev provins- och kommunminister i den första regeringen efter apartheidregimens fall. 
År 1980 bröt Naudé och tre andra kyrkomän i Nederduitse Gereformeerde Kerk med kyrkan och blev accepterade som präster inom Dutch Reformed Church in Africa, den kyrka för svarta som en gång grundats av den vita Nederduitse Gereformeerde Kerk.
Efter det att bannlysningen hävts 1985, efterträdde han biskopen Desmond Tutu som generalsekreterare av South African Council of Churches. I denna roll uttalade han sig för att politiska fångar skulle släppas fria, och att regeringen skulle förhandla med African National Congress. År 1987 gjorde apartheidregimen det olagligt att offentligt plädera för frisläppande av politiska fångar, men Beyers Naudé drev på engagerade kristna att fortsätta att offentligt be för fångarna, trots fängelsehot från regeringens sida. 
Efter sin mandattid vid South African Council of Churches fortsatte Naudé att arbeta inom flera anti-apartheidrörelser, bland andra South African Legal Defence and Aid Fund, Ecumenical Service for Socio-Economic Transformation och Kagiso Trust.

## Familjeliv
Beyers Naudé gifte sig 1940 med Ilse Weder. Paret hade tre söner och en dotter.